# Скарлетт, Роберт
Роберт Энтони Скарлетт (англ. Robert Anthony Scarlett; род. 14 января 1979, Кингстон) — ямайский футболист, полузащитник.

## Клубная карьера
Роберт Скарлетт начал карьеру в клубе «Харбор Вью». В 2002 году он уехал в Россию в клуб «Спартак» из города Москва, но за команду провёл лишь 1 тайм в матче с «Сатурном», а также 2 игры за дубль «красно-белых», он был заявлен на Лигу чемпионов, но там также не играл. Во время пребывания в России, Скарлетту не платили заработную плату, он жил на базе и почти не выходил на улицу.
После полугодового пребывания в «Спартаке», Скарлетт вернулся в клуб «Харбор Вью», где, с перерывом, связанным с кратковременным периодом игры за клуб из Тринидада и Тобаго «Дабл-Ю Коннекшн», провёл 2 сезона. В 2005 году он перешёл в американскую команду «Реал Солт-Лейк», но провёл там лишь несколько месяцев. Позже Скарлетт вновь играл за «Харбор Вью», а после того, как получил травму и потерял место в основе команды, перешёл в «Бойз Таун». В 2010 году Скарлетт покинул «Бойз Таун», посвятив себя музыке.
В 2012 году возобновил карьеру, вернувшись в «Харбор Вью». По словам Скарлетта, к этому решению его побудили друзья.
По итогам первого после длительного перерыва матча Скарлетт заявил, что ожидал более тяжёлого возвращения, но, как выяснилось, ямайская лига, в которой так и не появились команды, играющие в большой футбол, по-прежнему даётся ему легко.

## Карьера в сборной
В сборной Ямайки Скарлетт дебютировал 24 февраля 1999 года в матче с Коста-Рикой, а последнюю игру провёл 9 октября 2005 года против Австралии. Всего за ямайскую национальную команду он провёл 38 матчей, в которых забил 3 гола.

## Вне футбола
После ухода из «Бойз Таун» Скарлетт стал музыкальным продюсером. В данный момент совмещает музыкальную карьеру с футбольной.

## Достижения
Харбор Вью
- Чемпион Ямайки: 1999/00, 2006/07, 2012/13
- Обладатель Кубка Ямайки: 2000/01, 2001/02
- Победитель Карибского клубного чемпионата: 2004
- Финалист Кубка Ямайки: 2004/05

 Дабл-Ю Коннекшн
- Обладатель Кубка лиги Тринидада и Тобаго: 2004

 Бойз Таун
- Обладатель Кубка Ямайки: 2008/09, 2009/10